# Кызылтан (Павлодарская область)
Кызылтан (каз. Қызылтаң) — село в Теренкольском районе Павлодарской области Казахстана. Входит в состав Байконысского сельского округа. Код КАТО — 554833200.

## Население
В 1999 году население села составляло 574 человека (293 мужчины и 281 женщина). По данным переписи 2009 года, в селе проживало 252 человека (121 мужчина и 131 женщина).